# Notre Dame de Paris (film din 1956)
Notre Dame de Paris (titlul original: în franceză Notre Dame de Paris) este un film dramatic coproducție franco-italiană, realizat în 1956 de regizorul Jean Delannoy, după romanul omonim a scriitorului Victor Hugo, protagoniști fiind actorii Gina Lollobrigida, Anthony Quinn, Alain Cuny și Robert Hirsch. 

## Distribuție
- Gina Lollobrigida – Esméralda
- Anthony Quinn – Quasimodo
- Alain Cuny – Claude Frollo
- Robert Hirsch – Pierre Gringore
- Jean Danet – căpitanul Phœbus de Châteaupers
- Philippe Clay – Clopin Trouillefou
- Jean Tissier – Ludovic al XI-lea
- Maurice Sarfati – Jehan Frollo
- Valentine Tessier – Aloyse de Gondelaurier
- Marianne Oswald – La Falourdel
- Piéral – mogâladeață
- Danielle Dumont – Fleur de Lys
- Jacques Hilling – Charmolue
- Jacques Dufilho – Guillaume Rousseau
- Roger Blin – Mathias Hungadi și ducele de Bohême
- Robert Lombard – Jacques Coppenole
- Dominique Davray – Colette La Charonne
- Hubert de Lapparent – Guillaume d'Harancourt
- Paul Bonifas – Gilles Le Cornu
- Georges Douking – François Chanteprune, un asasin
- Madeleine Barbulée – d-na. Le Cornu
- Camille Guérini – președintele tribunalului
- Albert Rémy – Jupiter
- Roland Bailly – Pierrot Torterue
- Daniel Emilfork – Andry Le Roux
- Michel Etcheverry – un arhidiacon
- Damia – cântăreața cerșetoare
- Boris Vian – cardinalul de Paris
- Albert Michel – paznicul de noapte
- Yette Lucas – Claude Rongeoreille
- Denise Carvenne – o tapițeră
- Jacques Bertrand – Bellevigne de l'Etoile
- Pierre Fresnay – voce din off narator (nemenționat)
- Paul Bisciglia – un om la sărbătoarea nebunilor
- Germaine Delbat – o enoriașă
- Virginie Vitry – o brodeză
- Nadine Tallier – o fată din Cour des Miracles
- Dominique Marcas – o femeie din Cour des Miracles
- Franck Maurice – al doilea călău
- Doudou Babet – un cerșetor
- Van Doude – un cerșetor
- Jean Martin – un cerșetor
- Jean Tielment – un cerșetor
- Les Chevaliers de l'Arc de l'Île-de-France[Note 1] – les archers

## Premii
- RFG Bambi 1957 : premiul pentru cea mai bună actriță străină lui Gina Lollobrigida[1].